# Microtus montebelli
Јапанска волухарица (Microtus montebelli) је сисар из реда глодара и породице хрчкова (лат. Cricetidae).

## Распрострањење
Јапан је једино познато природно станиште врсте.

## Станиште
Врста Microtus montebelli има станиште на копну.

## Угроженост
Ова врста није угрожена, и наведена је као последња брига јер има широко распрострањење.

### Популациони тренд
Популација ове врсте је стабилна, судећи по доступним подацима.